# Орландо Сіті Стедіум
«Орландо Сіті Стедіум» (англ. Orlando City Stadium) — футбольний стадіон у місті Орландо, Флорида, США, домашня арена ФК «Орландо Сіті».
Стадіон побудований протягом 2014—2017 років та відкритий 24 лютого 2017 року. Також відомий під назвою «Пепл Пелес». Розташований у центральній частині Орландо.